# Нахор (деда Аврамов)
Нахор је библијска личност, дедa Аврамов, отац Тарин и син Серугов.
У 29. години добио је сина Тару. Послије тога је живио још 119 година. Умро је у 148. години.